# Autoridad Federal de Servicios de Comunicación Audiovisual
La Autoridad Federal de Servicios de Comunicación Audiovisual (AFSCA) fue un organismo estatal argentino creado por la Ley de Servicios de Comunicación Audiovisual como autoridad encargada de la aplicación de dicha ley. Sucedió al Comité Federal de Radiodifusión (COMFER), que era el encargado de aplicar la anterior Ley de Radiodifusión № 22.285. 
La ley № 26.522 de Servicios de Comunicación Audiovisual fue sancionada y promulgada el 10 de octubre de 2009, derogando la ley № 22.285. El artículo de creación de la AFSCA dice: 

Créase como organismo descentralizado y autárquico en el ámbito del Poder Ejecutivo nacional, la Autoridad Federal de Servicios de Comunicación Audiovisual, como autoridad de aplicación de la presente ley.
Artículo 10. Ley № 26.522

La entidad inició sus actividades el 10 de diciembre de 2009 según lo estableció el decreto presidencial 1525/2009, siendo designado Martín Sabbatella como presidente del mismo, a la cabeza de un directorio integrado por parlamentarios de los tres principales bloques, representantes de las universidades y del Consejo Federal. 
El 23 de diciembre de 2015 la AFSCA fue intervenida por el presidente Mauricio Macri, mediante un decreto que disponía, entre otras cosas, la eliminación de la AFSCA y su fusión con la AFTIC, para dar origen a un nuevo organismo público denominado Ente Nacional de Comunicaciones (ENACOM) que quedó a cargo de Miguel de Godoy. 
Los decretos de intervención del AFSCA y de designación del interventor Agustín Garzón generaron varias presentaciones judiciales, en una de las cuales Luis Arias, un juez en lo contencioso administrativo de la ciudad de La Plata, dictó una medida cautelar que suspendía la disolución y fusión de la AFSCA y la AFTIC.  Esta medida fue desconocida por el gobierno por considerar que no emanaba de una autoridad competente -el mismo juez Arias en la resolución se declaraba incompetente y remitía la causa al juzgado federal-  y, menos de una semana después, un nuevo fallo judicial lo revocó y dejó sin efecto la medida cautelar.

## Funciones

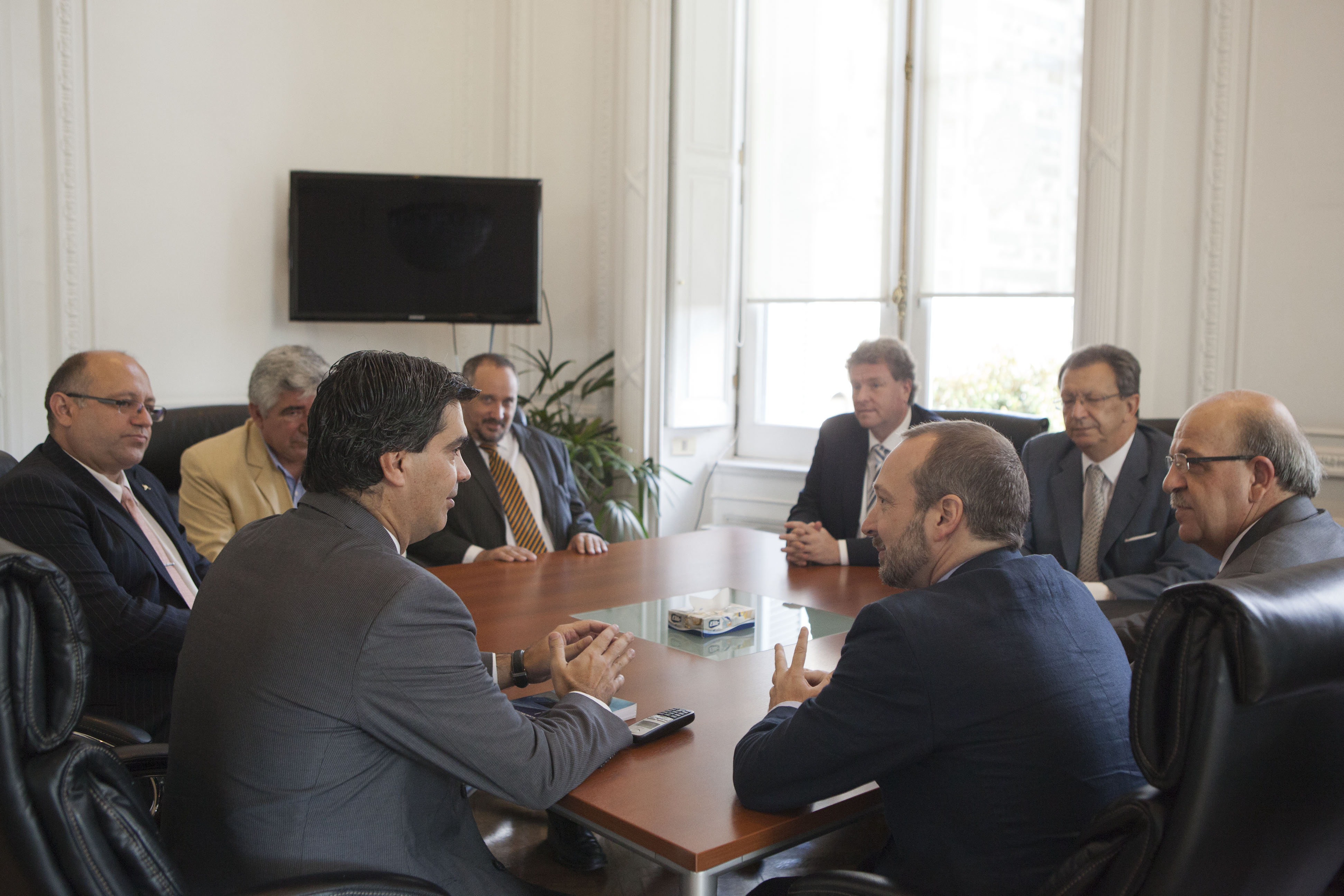
Reunión del Directorio de la AFSCA con el Jefe de Gabinete Jorge Capitanich en la Casa Rosada en 2013.

Tenía como función ser la «autoridad de aplicación» de la ley 26.522, es decir, ser el organismo que se hace cargo de la aplicación diaria de lo estipulado por la ley, más concretamente:
- Aplicación de la Ley № 26.522, su decreto reglamentario 1525/2009 y resoluciones complementarias, en todo el territorio de la República Argentina y en los lugares sometidos a su jurisdicción.
- Promover el desarrollo de los servicios de medios audiovisuales.
- Otorgar licencias que habiliten a trasmitir en las frecuencias disponibles dentro del marco legal vigente.
- Decretar la titularidad de las licencias.
- Autorizar transferencias y determinar la caducidad de las mismas.
- Controlar el funcionamiento y emisión de la programación de radio y TV.
- Supervisar y controlar la programación y contenido de las emisiones de radio y TV complementarias y de otro género en los aspectos de lenguaje y horarios.
- Aplicar las sanciones previstas por la Ley № 26.522, recaudar y administrar los fondos provenientes de la percepción de los gravámenes y multas que resulten de la aplicación de dicha ley

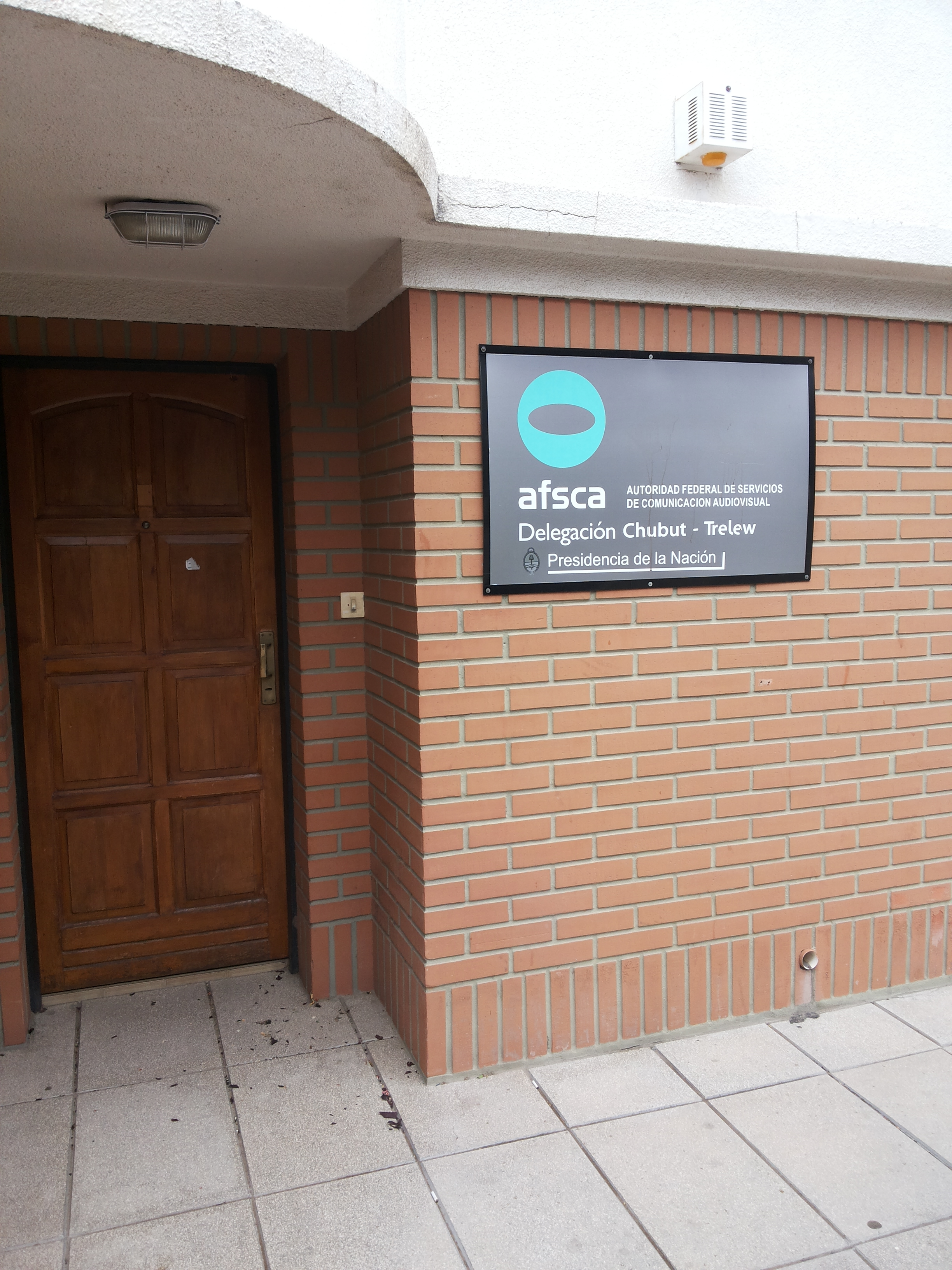
Oficinas de la AFSCA en Trelew, provincia del Chubut.

## Composición
Estaba conformada por 7 miembros el presidente de la AFSCA y un director; tres designados a propuesta por la Comisión bicameral, con la finalidad de que representasen a las primera, segunda y tercera minorías del Congreso Nacional y dos designados a propuesta por el Consejo Federal, de los cuales uno debía ser un académico de la comunicación. 
La conducción y administración de la AFSCA fue ejercida por un directorio, integrado por 7 miembros nombrados por el Poder Ejecutivo, por lo que se conformó por:
- 1 presidente y 1 director designados por el Poder Ejecutivo.
- 3 directores propuestos por la Comisión Bicameral de Promoción y Seguimiento de la Comunicación Audiovisual, que debían ser seleccionados por ésta a propuesta de los bloques parlamentarios, correspondiendo uno a la mayoría o primera minoría, uno a la segunda minoría y uno a la tercera minoría parlamentarias.
- 2 directores a propuesta del Consejo Federal de Comunicación Audiovisual, debiendo uno de ellos ser un académico representante de las facultades o carreras de ciencias de la información, ciencias de la comunicación o periodismo de universidades nacionales.

Sus miembros durarían en el cargo 4 años y debían ser designados con 2 años de anticipación de la asunción del Presidente de la Nación.

## Historia

### Comisión Nacional de Radio y Televisión
El primer antecedente de organismo regulatorio de medios en Argentina fue el Consejo Nacional de Radio y Televisión (CONART), instituido por el Decreto-Ley Nº15.460 (de Radiodifusión) sancionado en 1957 durante el gobierno de facto del presidente Aramburu.

Este decreto anuló la Ley Integral de Radiodifusión Nº 14.241, sancionada en octubre de 1953 durante la segunda presidencia de Juan Domingo Perón.

### Comité Federal de Radiodifusión
La Ley Nacional de Telecomunicaciones № 19.798, sancionada el 22 de agosto de 1972 durante la presidencia de facto de Alejandro Agustín Lanusse, reemplazó al CONART por el Comité Federal de Radiodifusión (COMFER). Esta ley, a pesar de su nombre, regularía aspectos de la radiodifusión que estarían bajo la órbita del COMFER como organismo autárquico en jurisdicción de la Presidencia de la Nación.   
El 15 de septiembre de 1980, durante el gobierno militar de Jorge Rafael Videla, se sancionó la ley Nacional de Radiodifusión № 22.285 y se determinó que el órgano de control sería el COMFER. Entre sus funciones se encuentran las de «controlar los servicios de radiodifusión, en sus aspectos culturales, artísticos, legales, comerciales y administrativos», «supervisar la programación y el contenido de las emisiones» y «calificar en forma periódica a las estaciones». Dicha ley estableció además que el COMFER estaría dirigido por un directorio integrado por siete miembros, cada uno de ellos representante de los siguientes sectores:
- Ejército Argentino
- Armada Argentina
- Fuerza Aérea Argentina
- Secretaría de Información Pública
- Secretaría de Estado de Comunicaciones
- La asociación de licenciatarios de radio
- La asociación de licenciatarios de televisión.

La ley establece también que el directorio debe ser asesorado por una comisión integrada por representantes de todos los ministerios del gobierno nacional y de la Secretaría de Inteligencia de Estado (SIDE).
Desde que asumió democráticamente el presidente Raúl Alfonsín, y hasta la creación de la AFSCA en el 2009, el COMFER estuvo intervenido por diferentes interventores que fueron nombrados en todos los casos por el Poder Ejecutivo Nacional.

### Autoridad Federal de Servicios de Comunicación Audiovisual
La Ley de Servicios de Comunicación Audiovisual № 26.522, sancionada y promulgada el 10 de octubre de 2009 y la que deroga la ley № 22.285, constituyó este organismo como autoridad de aplicación de dicha ley, iniciando sus actividades el 10 de diciembre de 2009. Continuó su actuación hasta el 23 de diciembre de 2015.

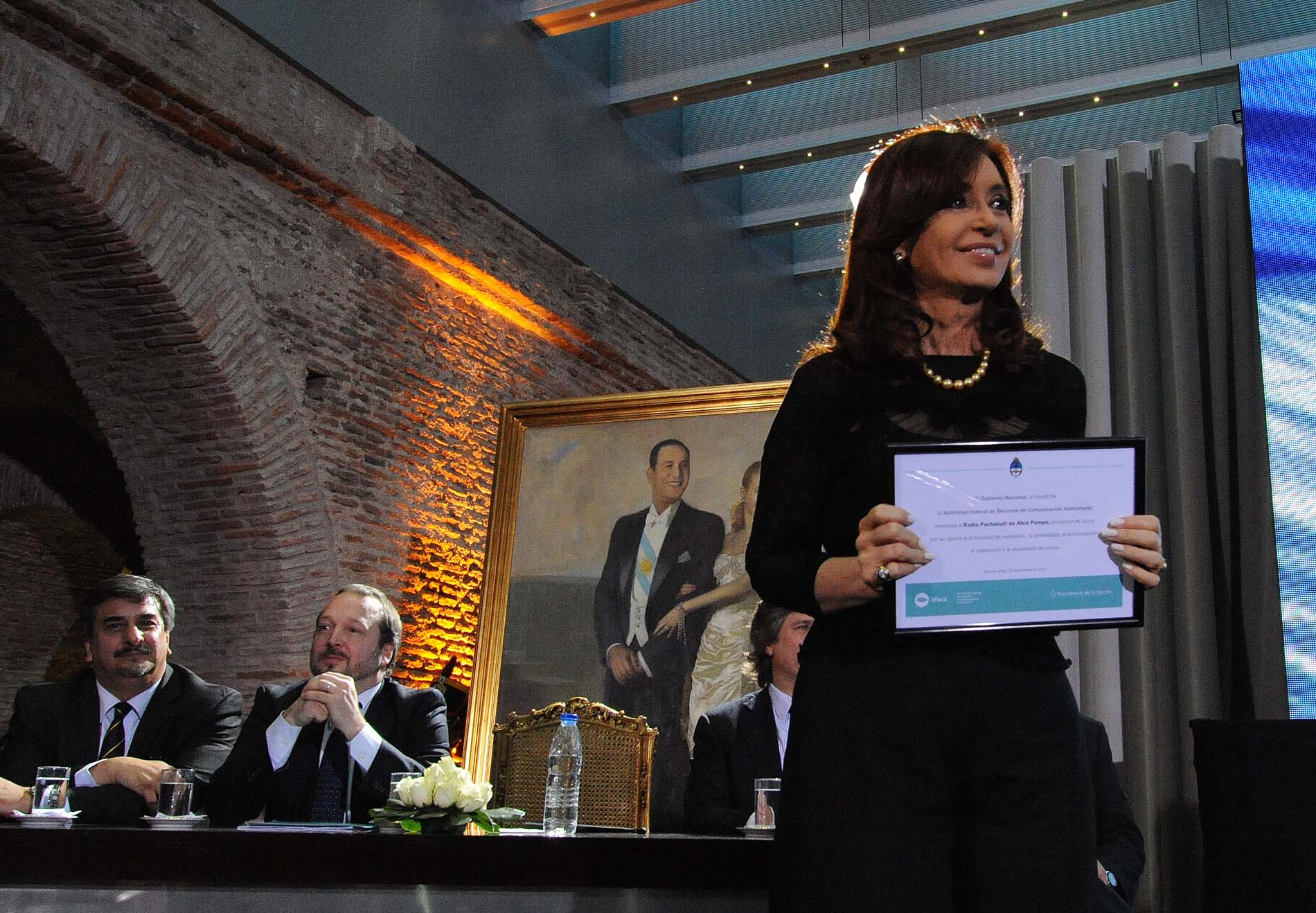
Sabbatella junto a la entonces presidenta Cristina Fernández de Kirchner en el acto por el cuarto aniversario de la Ley de Medios en Tecnópolis.

En septiembre de 2012, el exintendente de Morón y diputado nacional Martín Sabbatella fue designado por la entonces presidenta Cristina Fernández de Kirchner al frente de la Autoridad Federal de Servicios de Comunicación Audiovisual (AFSCA). El 1 de octubre del mismo año, la presidenta Cristina Fernández de Kirchner ratificó la designación de Martín Sabbatella al frente del AFSCA mediante un decreto, a pesar de los intentos de impugnación por parte de Elisa Carrió, Laura Alonso (PRO) y Patricia Bullrich (Unión por Todos).
De este modo, Sabbatella quedó confirmado como titular del AFSCA de cara a la completa aplicación de la Ley de Servicios de Comunicación Audiovisual. De acuerdo con el fallo de Corte Suprema de Justicia esto debía suceder el 7 de diciembre de 2012. Para esa fecha, debían reasignarse las señales operadas por el Grupo Clarín que excedían los límites previstos por la ley sancionada tres años antes por el Congreso, ya que expiraba el plazo concedido por la justicia a la vigencia de la medida cautelar que había suspendido el artículo 161 de la norma, que estableció un plazo de un año para que las empresas mediáticas se desprendiesen de las señales que excedieran los límites fijados por la ley. Esto nunca se cumplió debido a sucesivos planteos de inconstitucionalidad y medidas cautelares que postergaron su aplicación durante más de cuatro años, y a la posterior modificación de la ley.[cita requerida]

### Intervención por el Poder Ejecutivo Nacional de 2015

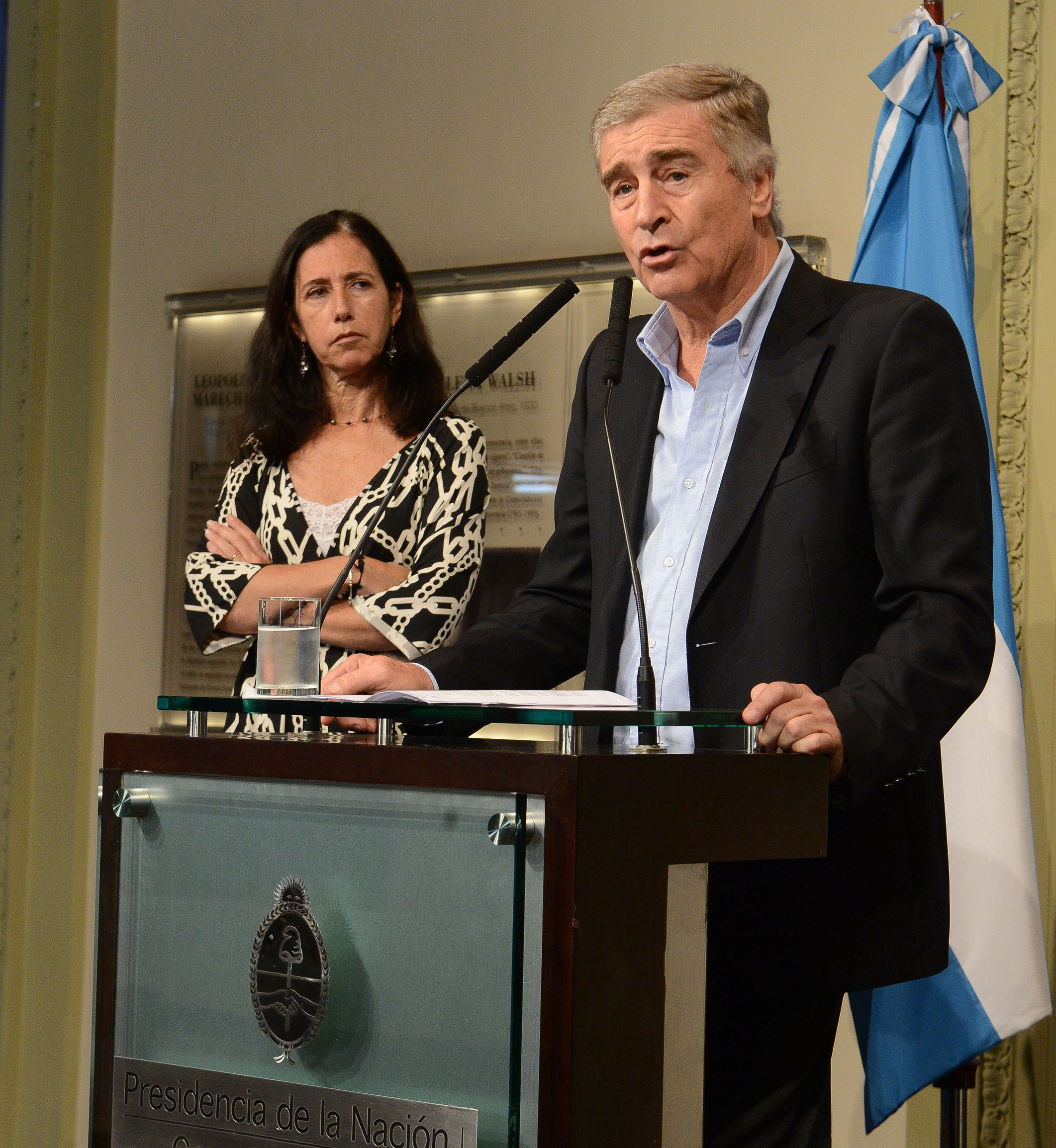
Aguad en Casa Rosada anunciando la intervención.

El 23 de diciembre el presidente Mauricio Macri dispuso intervenir la Autoridad Federal de Servicios de Comunicación Audiovisual (AFSCA). El entonces Ministro de Comunicaciones Oscar Aguad dio a conocer la medida mediante una conferencia de prensa y la justificó diciendo que las autoridades de la AFSCA habían cometido un acto de "rebelión" y que su presidente Martín Sabbatella era un "militante político". De esta manera justificó su decisión de reemplazarlo provisoriamente por otro militante, Agustín Garzón, integrante de Jóvenes PRO. Una de las primeras medidas del interventor fue despedir a 15 directores, en medio de fuertes manifestaciones en las puertas del organismo.

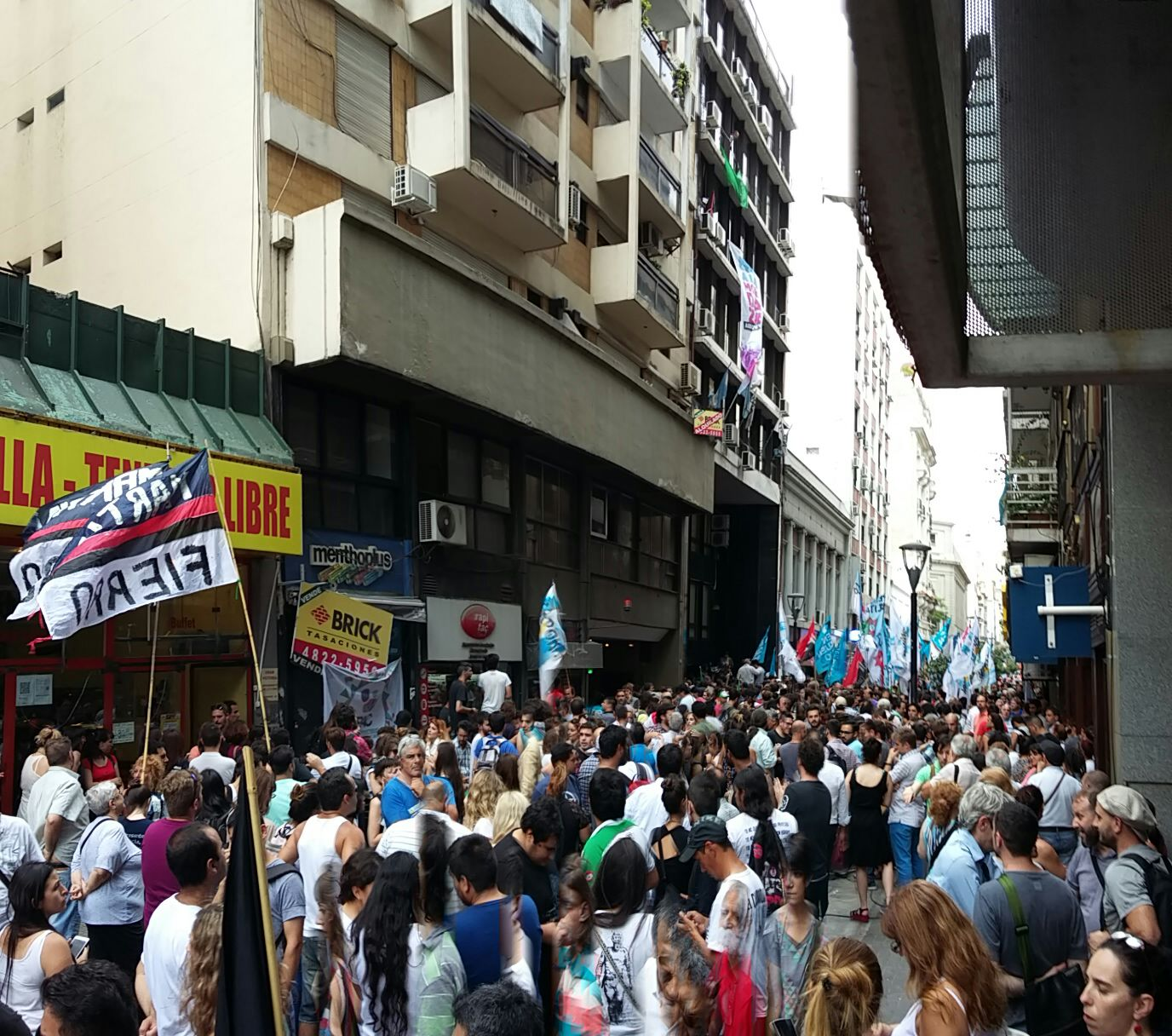
Manifestación contra la intervención de la AFSCA dispuesta por Macri.

Posteriormente la justicia ordenó la reincorporación de nueve trabajadores de la ex Afsca cesanteados tras la intervención del organismo. La resolución judicial le ordenó al Enacom reincorporar a los trabajadores por considerarlos despedidos por razones de discriminación política.

#### Reacciones posteriores a la intervención
- Humberto Tumini, secretario general de Libres del Sur: “No parece muy respetuoso de las instituciones cambiar vía DNU artículos de la ley de medios, sin pasar por el Congreso, como anunciaron”.[21]
- Gabriel Mariotto, diputado del Parlasur: “La ley de medios garantiza el derecho a la información. El Gobierno abusa del poder groseramente. Es un atropello a la democracia voltear la ley por DNU”.[21]
- La diputada del Frente de Izquierda Myriam Bregman, expresó su rechazo a la intervención del organismo : “Macri refuerza su dedazo, gobierno de los decretazos. Por eso no llamó a extraordinarias en el Congreso”.[21]
- En la Organización de Estados Americanos (OEA) el relator especial para la Libertad de Expresión Edison Lanza, se mostró crítico de la decisión tomada por el gobierno argentino y afirmó que el organismo está "observando de cerca la situación".[22]
- El Observatorio de Derechos Humanos de la Municipalidad de San Luis repudió la intervención y cuestionó al ministro Aguad recordando sus vínculos con la dictadura.[23]
- La Asamblea Permanente por los Derechos Humanos repudió la intervención diciendo que "pone en vilo la calidad institucional de nuestro país" en un claro intento por parte del actual Presidente de impulsar una serie de cambios que se encuentran en sentido contrario a lo normado por las leyes de nuestro país y a la legitimidad con la que se han establecido. Además, no existe tal necesidad y urgencia para asumir prerrogativas que no le son propias al Poder Ejecutivo.[24]
- Joaquín De la Torre, intendente de San Miguel, apoyó la medida y afirmó que "La AFSCA y la AFTIC eran organismos de persecución de quienes pensaban de modo distinto".[25][26]
- El ministro del Interior Rogelio Frigerio apoyó la intervención manifestando que la AFSCA "Se convirtió en un centro de militantes en el que se multiplicaba todo el tiempo la cantidad de empleados sin una función fija. Eso no es lo que la gente espera de nosotros”.[27]
- La Facultad de Ciencias Sociales de la Universidad de Buenos Aires sostuvo que "Este nuevo avasallamiento a la voluntad popular se suma al intento de imponer dos miembros de la Corte Suprema de Justicia por decreto [...] e indica una muy preocupante tendencia autoritaria de la actual gestión nacional".[28]
- La Red de Carreras de Comunicación Social de la Argentina (RedCom) emitió un comunicado de repudio y rechazo a la medida en el que afirmaban "El decreto es violatorio de las instituciones democráticas y afecta la representación de nuestras universidades. Está en juego el rol del Estado".[29]
- El Sindicato de Prensa de Buenos Aires, (SIPREBA) expresó su repudio concluyendo que "La intervención del AFSCA marca una nueva fase en la defensa de la concentración de los medios de comunicación".[30][31]
- La Defensora del Público, Cynthia Ottaviano, reclamó una reunión urgente de la OEA y la intervención de la CIDH dado que se “vulneran los estándares internacionales en materia de autonomía, independencia y pluralidad”.[32][33] Se sumaron a este pedido varias organizaciones de la sociedad civil de Argentina y Latinoamérica.[34]
- Julio Bárbaro, ex interventor del COMFER durante el gobierno de Néstor Kirchner, opinó: "Una sociedad democrática no puede tener a Sabbatella al frente de AFSCA porque es un personaje que no representa a ninguna mayoría" señalando que [la Ley de Medios funcionó] "al principio, con Néstor Kirchner (en vida).  Pero después "vinieron los sectarios, los 'sabbatellos'".[35][36]
- La Asamblea de Pequeños y Medianos Empresarios (APYME) expresó su repudio y calificó la medida como un "nuevo atropello del Gobierno contra las instituciones democráticas nuevo atropello del Gobierno contra las instituciones democráticas".[37]
- La intervención también generó el repudio del CELS, legisladores de izquierda y de legisladores del FPV de ambas Cámaras parlamentarias.[38]

### Disolución de la AFSCA y creación del ENACOM

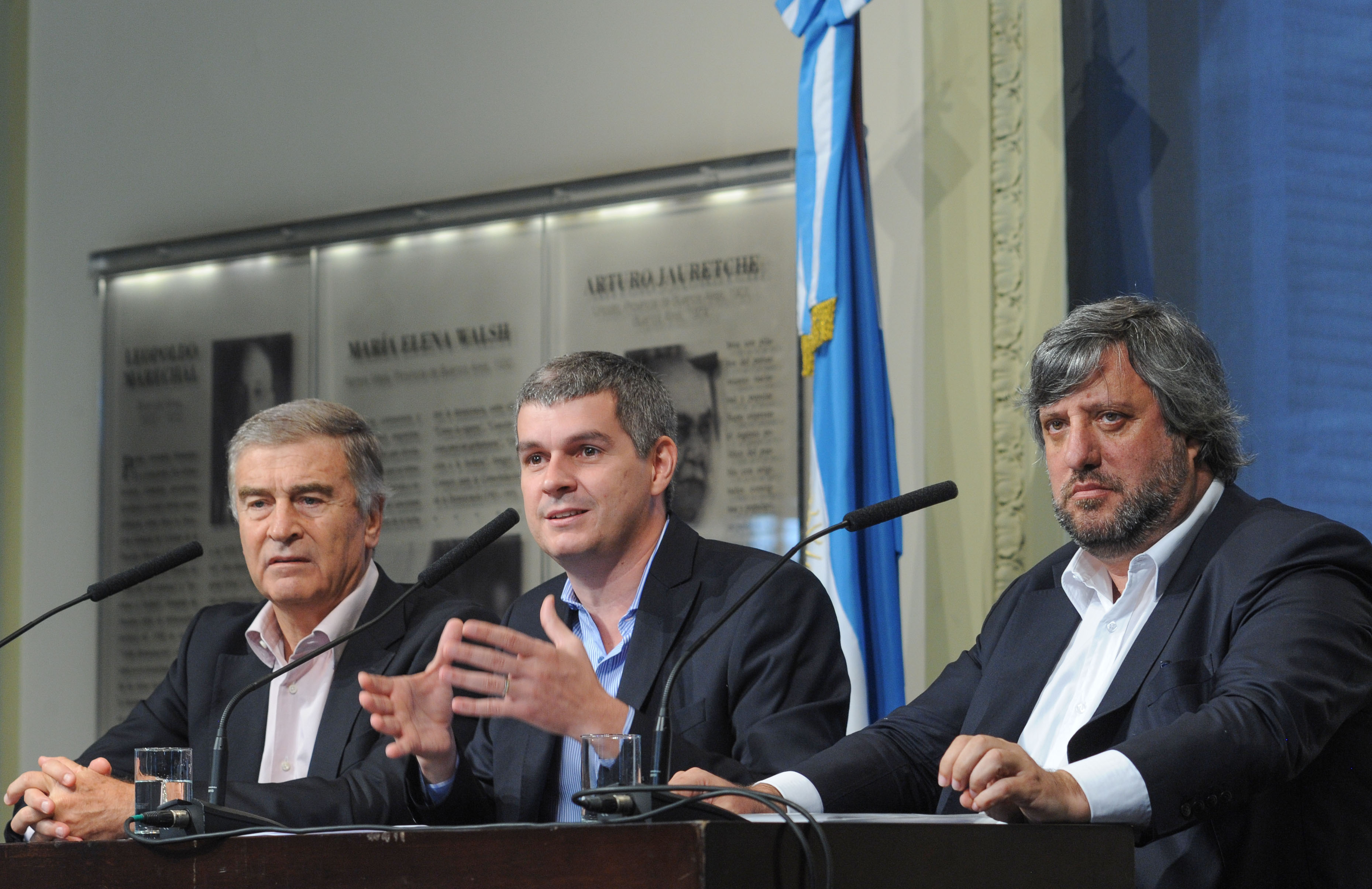
Marcos Peña en Casa Rosada anunciado la creación del nuevo ente.

El 30 de diciembre de 2015, el Jefe de Gabinete Marcos Peña anunció que el presidente Mauricio Macri había dictado un Decreto de necesidad y urgencia cuyo número no precisó, por el que se modificaba la Ley № 26.522, disponiéndose la fusión de la AFSCA y la AFTIC en la Ente Nacional de Comunicaciones a cargo de Miguel de Godoy. 
El 4 de enero de 2016 se publicó en el Boletín Oficial el respectivo decreto con el №º 267/2015 del 29 de diciembre de 2015, disolviendo el organismo.  Horas más tarde, Luis Arias, juez en lo contencioso administrativo de la ciudad de La Plata, dictó una medida cautelar que prohíbe la disolución y fusión de la AFSCA y la AFTIC. Menos de una semana después, un nuevo fallo judicial lo revocó y dejó sin efecto la medida cautelar.
El 11 de enero, los jueces Iván Garbarino (de la Ciudad de Buenos Aires) y Martina Forns (de la localidad bonaerense de San Martín) aceptaron los recursos de amparo presentados por la Asociación de Defensa de Derechos de Usuarios y Consumidores y la Cooperativa de Trabajo para la Comunicación Social, dejando de forma temporal sin efecto los decretos mediante los cuales se intervino y disolvió la AFSCA, y se modificaron artículos de la Ley de Medios. El gobierno apeló los fallos el día siguiente. El 14 de enero, el juez Garbarino aceptó la apelación, pero mantuvo la cautelar vigente. El 15 de enero, la Cámara Nacional de Apelaciones en lo Civil y Comercial Federal estableció que la apelación realizada por el Gobierno nacional tenía efecto suspensivo de las cautelares, por lo que Sabbatella no recuperó su cargo.
La fusión fue finalmente confirmada por Ley del Congreso el 6 de abril de 2016, con el voto de todos los legisladores de Cambiemos más el apoyo de distintos sectores del peronismo, como los que respondían a José Manuel de la Sota y a Sergio Massa.